# Seligman Löb Straus
Seligman Löb Straus (* 20. August 1815 in Hochberg am Neckar; gest. 25. August 1880 in Karlsbad) war der Gründer der Bettfedernfabrik Straus & Cie., der ehemals weltweit größten Fabrik dieser Art.

## Leben
Seligman Löb Straus wurde am 20. August 1815 in Hochberg am Neckar als Sohn des jüdischen Händlers Maier Straus und seiner Ehefrau Brendel, geborene Levi, geboren.
Er leistete seinen Militärdienst unter Hauptmann Freiherr von Walsleben. Im Jahre 1842 eröffnete er ein erstes Ladengeschäft für Bettfedern in Ulm, aus dem die Firma Bettfedernfabrik Straus & Cie. entstand. Freiherr von Walsleben gab ihm dafür ein Darlehen über 2000 Gulden.
Im Jahr 1875 spendete Straus 56.000 Gulden = 137.100 Mark für den Neubau der Cannstatter Synagoge.
Seligman Löb Straus starb im August 1880 nur wenige Tage nach Vollendung seines 65. Lebensjahres während einer Kur in Karlsbad.

## Familie
Straus heiratete 1845 Dora (Dina) Elsas (* 12. August 1823 in Aldingen am Neckar; gest. 12. Dezember 1893 in Cannstatt), eine Schwester des Aldinger Webers und Textilfabrikanten Benedikt Elsas, der wiederum mit Straus’ Schwester Rebekka verheiratet war.
Die gemeinsamen Kinder waren:
1. Fanny Straus (* 1. Juni 1846 in Ulm; gest. 14. April 1915 in Stuttgart)
2. Isac (Isaak) Jacob Straus (* 10. Oktober 1847 in Ulm; gest. 9. Dezember 1898 in Cannstatt)
3. Helene Straus (* 27. Dezember 1849 in Ulm; gest. 24. Mai 1913 in Stuttgart)
4. Ludwig Straus (* 6. März 1858 in Ulm; gest. 31. Dezember 1926 in Stuttgart)
5. Bertha Straus (* 12. April 1856 in Ulm) und
6. Max Straus (* 27. Mai 1861 in Ulm)[2]